# Paralucilia adespota
Paralucilia adespota är en tvåvingeart som beskrevs av Dear 1985. Paralucilia adespota ingår i släktet Paralucilia och familjen spyflugor.
Artens utbredningsområde är Colombia. Inga underarter finns listade i Catalogue of Life.